# Saint-Blimont
Saint-Blimont is een gemeente in het Franse departement Somme in regio Hauts-de-France. De gemeente maakt deel uit van het arrondissement Abbeville en sinds 22 maart 2015 van het kanton Friville-Escarbotin, nadat het kanton Saint-Valery-sur-Somme werd opgeheven.

## Geografie
De oppervlakte van Saint-Blimont bedraagt 6,6 km², de bevolkingsdichtheid is 143,5 inwoners per km².
De onderstaande kaart toont de ligging van Saint-Blimont met de belangrijkste infrastructuur en aangrenzende gemeenten.

## Demografie
Onderstaande figuur toont het verloop van het inwonertal (bron: INSEE-tellingen).